# Alan Pennington
Alan Pennington   (Wallasey, 4 d'abril de 1916 - Lisboa, 2 de juny de 1961) va ser un atleta anglès, especialista en curses de velocitat, que va competir durant la dècada de 1930.
El 1936 va prendre part en els Jocs Olímpics d'Estiu de Berlín, on disputà tres proves del programa d'atletisme. En totes quedà eliminat en sèries.
En el seu palmarès destaquen dues medalles al Campionat d'Europa d'atletisme de 1938, una de plata en els 4x400 metres, formant equip amb John Barnes, Alfred Baldwin i Godfrey Brown, i una de bronze en els 200 metres. L'esclat de la Segona Guerra Mundial posà punt-i-final a la seva carrera esportiva. Es va suïcidar a Lisboa el 1961.

## Millors marques
- 200 metres llisos. 21.5" (1937)
- 400 metres llisos. 47.3" (1939)[4]